# Bolliella
Bolliella es un género de foraminífero planctónico de la subfamilia Globigerininae, de la familia Globigerinidae, de la superfamilia Globigerinoidea, del suborden Globigerinina y del orden Globigerinida. Su especie tipo es Hastigerina (Bolliella) adamsi. Su rango cronoestratigráfico abarca desde el Pleistoceno superior hasta la Actualidad.

## Descripción
Bolliella incluye especies con conchas digitadas a estrelladas, inicialmente trocoespiraladas de trocospira plana y finalmente planiespiraladas evolutas con tendencia a desenrollarse; sus cámaras son inicialmente globulares, después ovaladas alargadas radialmente y finalmente cilíndricas con terminación cónica; sus suturas intercamerales son incididas; su contorno ecuatorial es fuertemente lobulado, de digitado a estrellado; su periferia es redondeada a subaguda; el ombligo es amplio y abierto; su abertura principal es interiomarginal, ecuatorial interumbilical, con forma de arco muy amplio y bordeada por un labio estrecho; las aberturas de las cámaras del estadio planiespiralado desenrollado parecen unirse en una gran abertura espiral; presentan pared calcítica hialina, macroperforada con poros en copa, y superficie punteada y espinosa, con áreas interporales de superficie lisa, espinas alargadas de sección inicialmente redondeada y finalmente trirradiada, y bases de espinas redondeadas y elevadas.

## Discusión
Algunos autores consideraron Bolliella un sinónimo subjetivo posterior de Globigerinella, aunque la mayoría lo han aceptado como un taxón válido. Clasificaciones posteriores han incluido Bolliella en la Familia Globigerinellidae.

## Ecología y Paleoecología
Bolliella incluye especies con un modo de vida planctónico, de distribución latitudinal tropical-subtropical, y habitantes pelágicos de aguas intermedias (medio mesopelágico superior).

## Clasificación
Bolliella incluye a la siguiente especie:
- Bolliella adamsi

Otras especies consideradas en Bolliella son:
- Bolliella navazuelensis
- Bolliella praeadamsi